# 10997 Gahm
10997 Gahm (1978 RX7) là một tiểu hành tinh vành đai chính được phát hiện ngày 2 tháng 9 năm 1978 bởi Claes-Ingvar Lagerkvist ở Đài thiên văn Nam Âu. Nó được đặt theo tên nhà thiên văn học Thụy Điển Gösta Gahm.